# Battling Bunyan

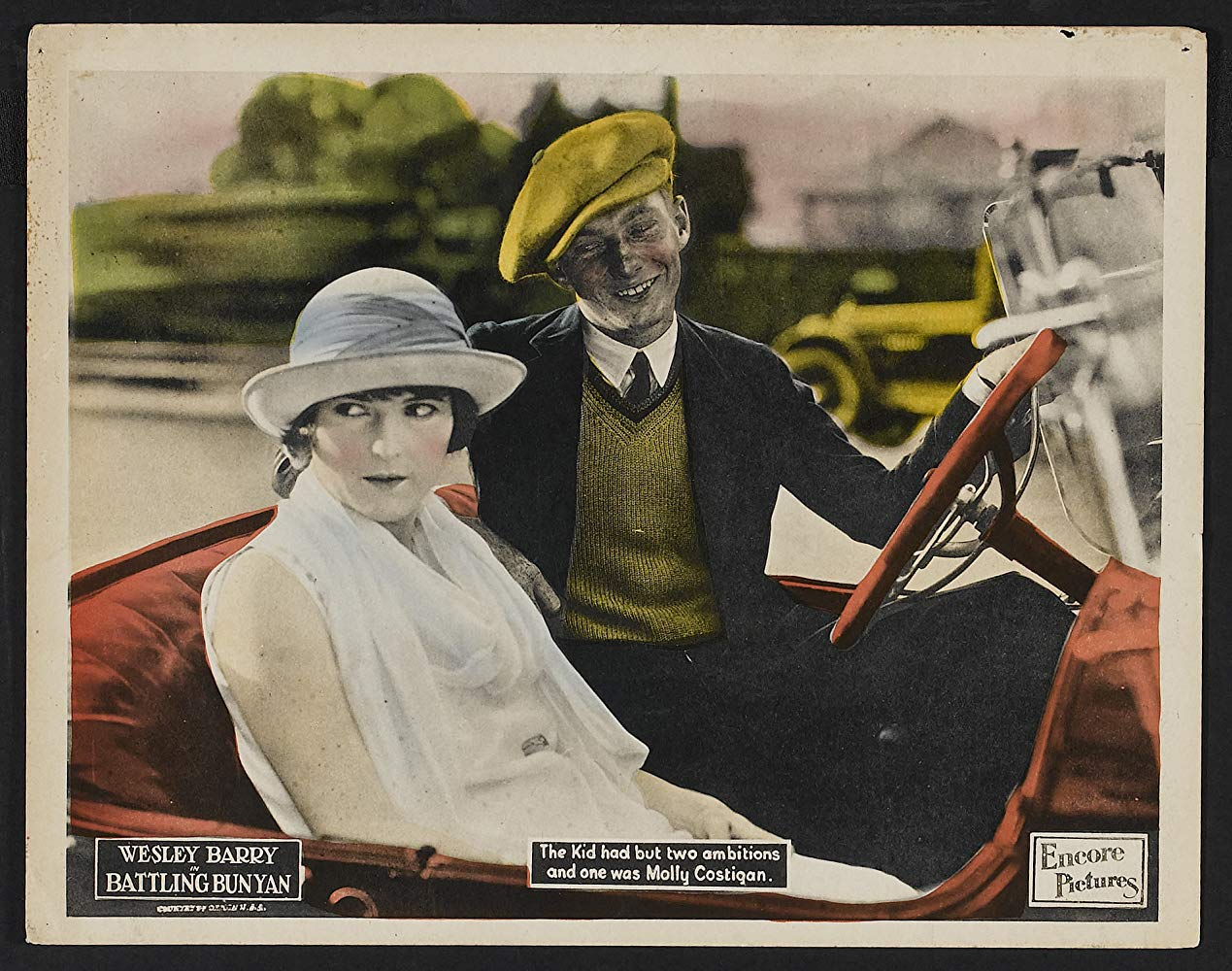
Carte promotionnelle du film.

Battling Bunyan est un film américain réalisé par Paul Hurst, d’après la nouvelle Battling Bunyan Ceases to be Funny de R. L. Goldman, sorti en 1924.

## Synopsis
Pour tenter de gagner de l'argent rapidement, un jeune homme se lance dans une carrière de boxeur, alors qu'il est inexpérimenté dans ce domaine.

## Fiche technique
- Réalisation : Paul Hurst

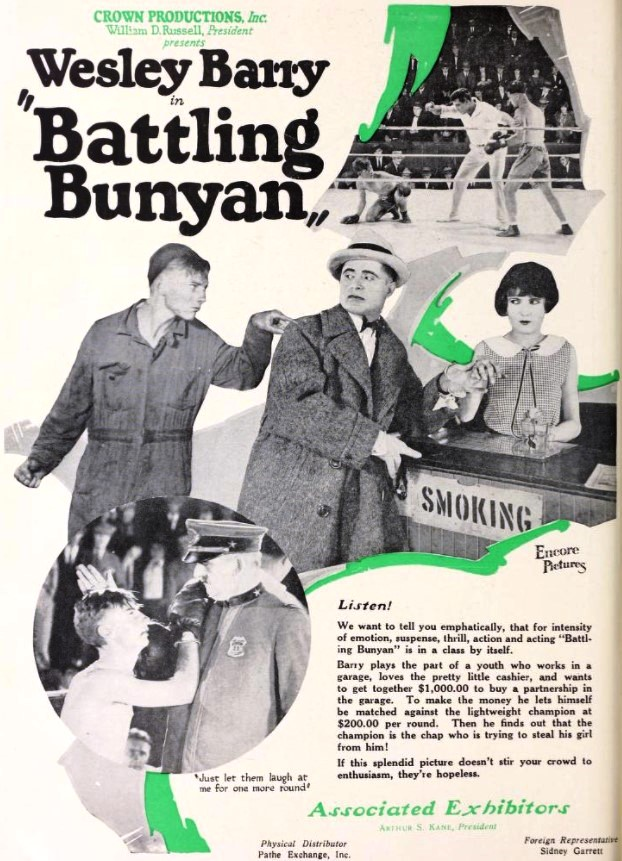
Annonce pour le film dans The Moving Picture World.

- Scénario : Jefferson Moffitt et Ford Beebe d'après la nouvelle Battling Bunyan Ceases to be Funny de R. L. Goldman
- Photographie : Frank Cotner
- Montage : Fred Burnworth
- Genre : Comédie[1]
- Production : Encore Pictures
- Distributeur : Pathé Exchange
- Durée : 53 minutes
- Date de sortie :
  - États-Unis : 28 décembre 1924

## Distribution
- Wesley Barry : Battling Bunyan
- Frank Campeau : Jim Canby
- Molly Malone : Molly Costigan
- Landers Stevens : Pierson
- Al Kaufman : l'arbitre
- John Ralesco : Johnny Prentiss
- Jackie Fields : Sailor Levinsky
- Chester Conklin : un étranger
- Pat Kemp : Rudy
- Harry Mann : le manager

## Réception
Le film a été accepté par la censure aux États-Unis, mais rejeté par le British Board of Film Classification.